# Langenbach (Oberbayern)
Langenbach ist eine Gemeinde im oberbayerischen Landkreis Freising.

## Geographie

### Lage
Die Gemeinde liegt an der Staatsstraße 2350 zwischen Freising und Moosburg. Ein Teil des Naturwaldes Auwälder an der mittleren Isar liegt innerhalb oder in der Nähe der Gemeinde.

### Gemeindegliederung
Es gibt zwölf Gemeindeteile (in Klammern ist der Siedlungstyp angegeben):
- Amperhof (Einöde)
- Asenkofen (Einöde)
- Großenviecht (Kirchdorf)
- Kleinviecht (Kirchdorf)
- Langenbach (Pfarrdorf)
- Niederhummel (Kirchdorf)
- Oberbach (Einöde)
- Oberhummel (Pfarrdorf)
- Oftlfing (Weiler)
- Rast (Ortsteil mit Kirche)
- Schmidhausen (Dorf)
- Windham (Weiler)

## Geschichte

### Bis zur Gemeindegründung
Im Jahr 818 wurde der Ort Langenbach erstmals urkundlich erwähnt. Langenbach gehörte zum Rentamt München und zum Landgericht Kranzberg. Bis zur Säkularisation in Bayern 1803 waren das Hochstift Freising und das Domkapitel Freising die wichtigsten Grundherren im Gemeindegebiet. Langenbach wurde im Zuge der Verwaltungsreformen in Bayern mit dem Gemeindeedikt von 1818 eine selbständige politische Gemeinde.
Der Ort bekam einen eigenen Bahnhof der am 3. November 1858 mit der Bahnlinie München – Regensburg für den öffentlichen Personen- und Reiseverkehr und am 15. November 1858 für den Güterverkehr eröffnet wurde.

### Eingemeindungen
Im Zuge der Gebietsreform in Bayern wurden am 1. Januar 1972 Gebietsteile der bisherigen Gemeinde Rudlfing eingegliedert. Am 1. Mai 1978 kam die Gemeinde Oberhummel hinzu.

### Einwohnerentwicklung
Zwischen 1988 und 2018 wuchs die Gemeinde von 2743 auf 3991 um 1248 Einwohner bzw. um 45,5 %.

## Politik

### Gemeinderat
Die Gemeinderatswahl 2020 ergab folgende Sitzverteilung:
- CSU: 2
- Grüne: 2
- FW: 5
- SPD: 2
- Freie Wählergemeinschaft Oberhummel (FWO): 3
- Unabhängige Wähler Langenbach (UWL): 2

### Bürgermeisterin
Die Erste Bürgermeisterin Susanne Hoyer (Freie Wähler) wurde 2020 im Amt bestätigt.

### Wappen
Blasonierung: „Unter silbernem Schildhaupt, darin eine rote Krone, in Blau unter erhöhtem silbernem Wellenbalken drei, zwei zu eins gestellte, runde goldene Brote.“
Wappenbegründung: Die Feldfarben Silber (Weiß) und Blau bringen zum Ausdruck, dass das Gebiet der heutigen Gemeinde Langenbach bis zu Beginn des 19. Jahrhunderts zum bayerischen Landgericht Kranzberg gehörte. Die rote Krone, eine Minderung des rot bekrönten Mohren aus dem Freisinger Hochstiftswappen, erinnert daran, dass Hochstift und Domkapitel Freising die wichtigsten Grundherren im Gemeindegebiet waren. Die drei goldenen Brote sind Attribute des heiligen Nikolaus und weisen auf den Kirchenpatron hin. Der silberne Wellenbalken redet für den Ortsnamen Langenbach.

## Natur und Landschaft
Die südöstliche Begrenzung des Gemeindegebietes – bei Oberhummel und Niederhummel – bildet die Isar mit den Isarauen.
Durch Langenbach fließt der gleichnamige Langenbach, welcher nördlich von Langenbach zwischen Haag an der Amper und Inkofen von Süden her in die Amper mündet.

## Naturschutzgebiete
- Weissberg bei Hangenham (Geotop-Nummer 178A006)
- Das Naturschutzgebiet Isarauen zwischen Hangenham und Moosburg ist 631,9 ha groß und eingetragen unter NSG-00246.01

## Sehenswürdigkeiten
- Alte Pfarrkirche Nikolaus von Myra in Langenbach (von 1736)
- Neue Pfarrkirche Nikolaus von Flüe in Langenbach
- Wallfahrtskirche Maria Rast (gotische Kirche um die Mitte des 15. Jahrhunderts)
- Rathausplatz (von den Einwohnern auch „Roter Platz“ genannt)
- Filialkirche Pauli Bekehrung in Kleinviecht (spätromanisch um 1200, mit auffällig breitem Turm)
- Kirche St. Andreas in Niederhummel (14. Jahrhundert)
- Kirche St. Georg und St. Dionysius in Oberhummel

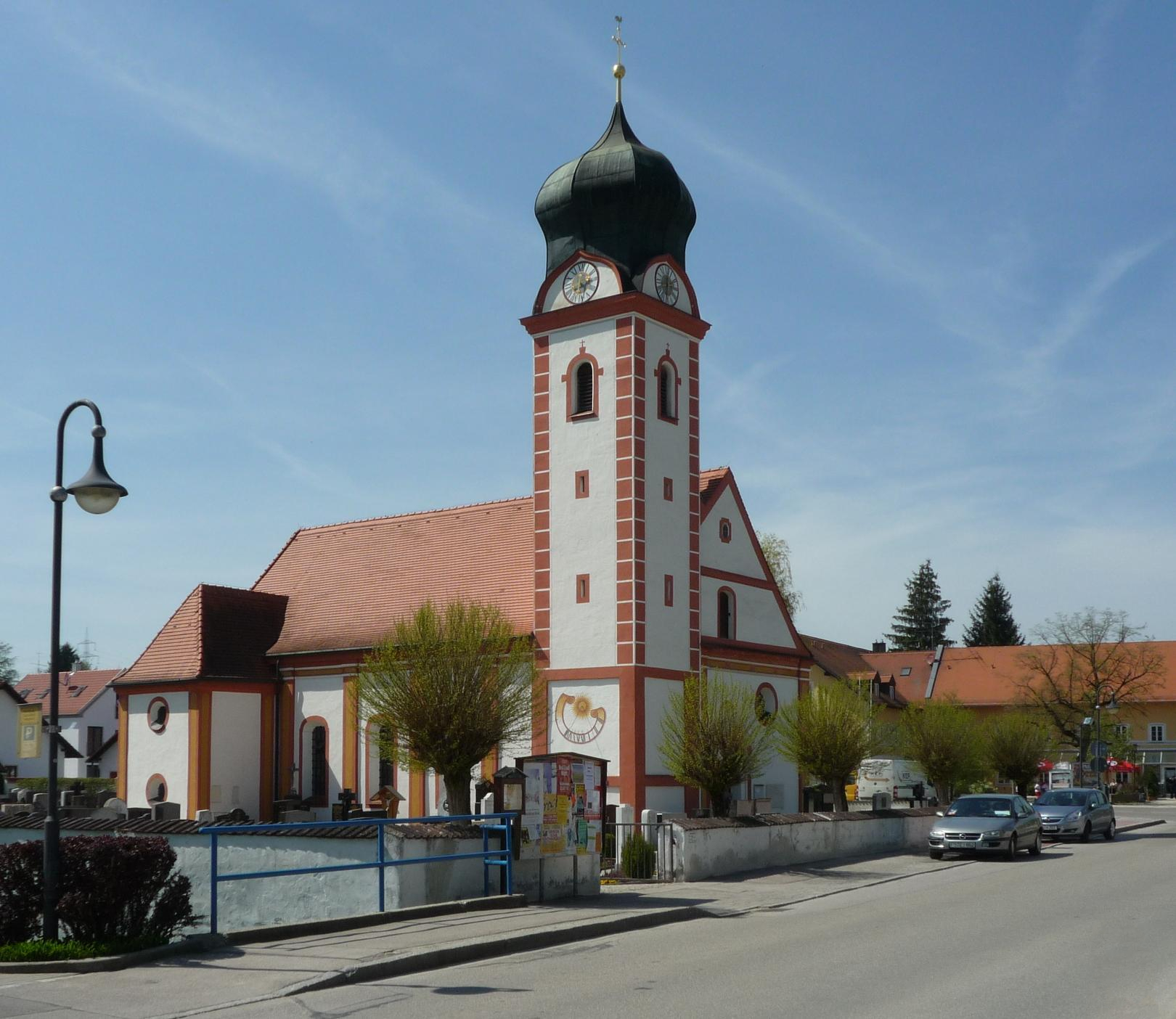
Alte Pfarrkirche
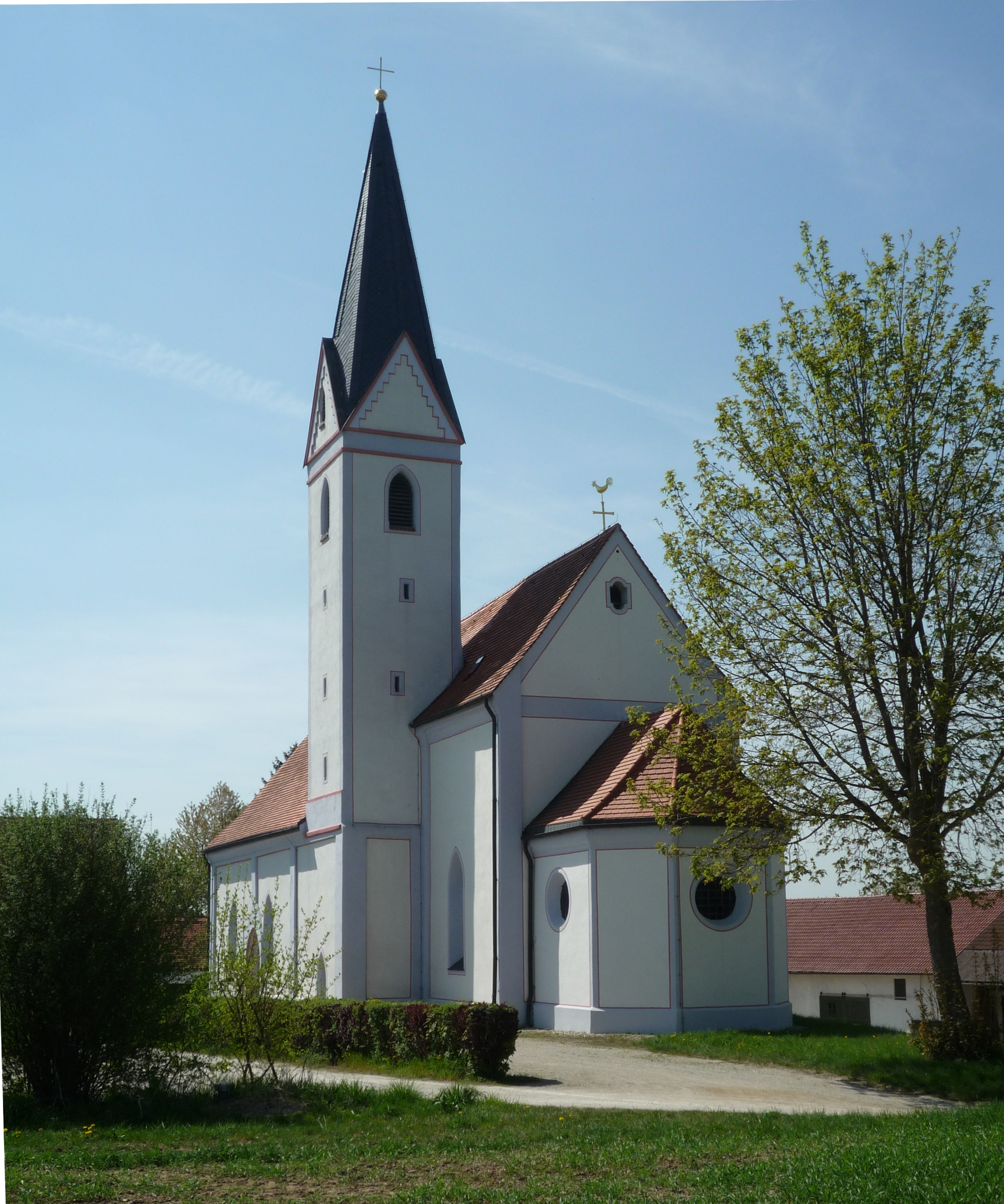
Kirche Maria Rast
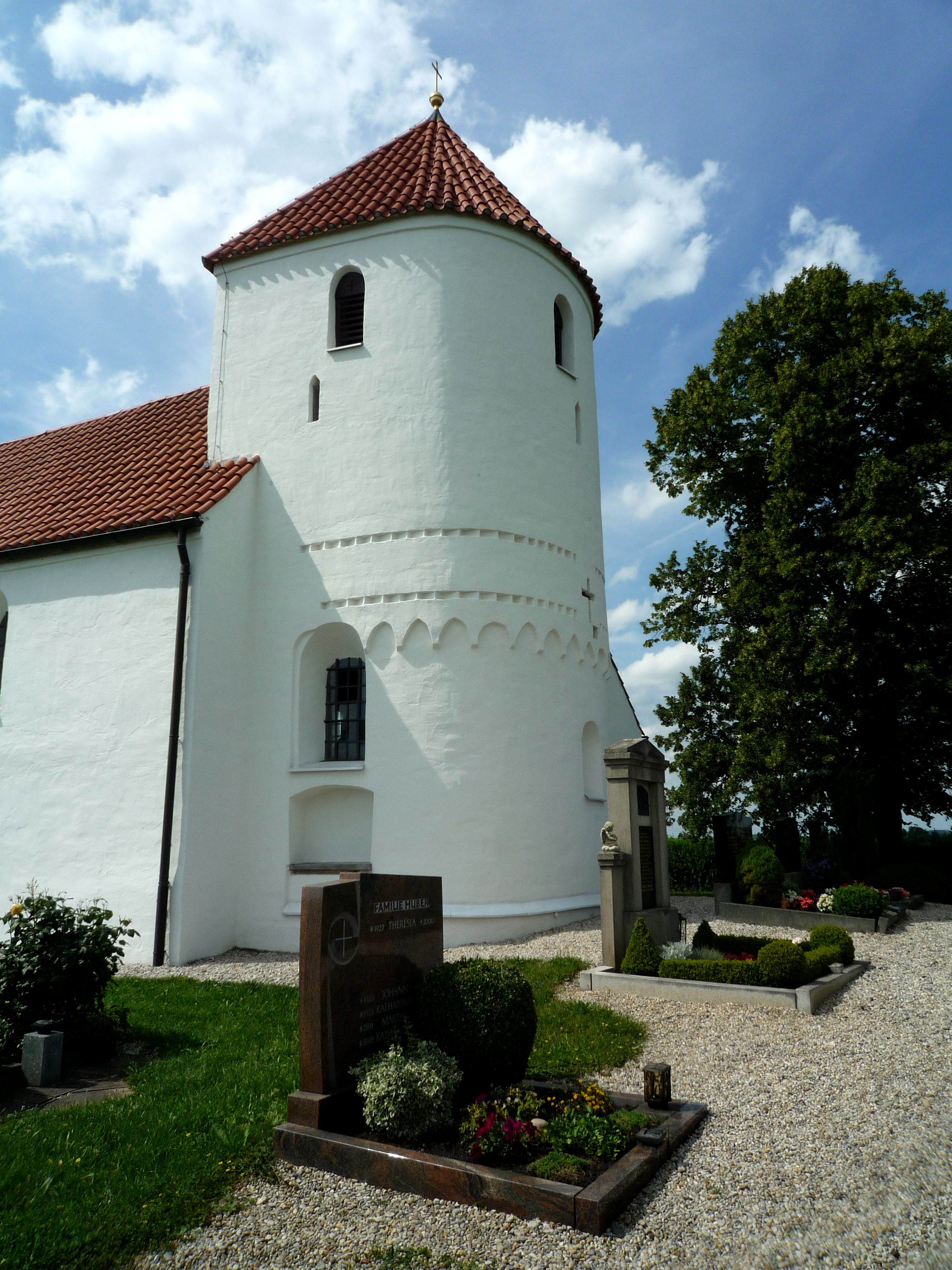
Filialkirche Pauli Bekehrung
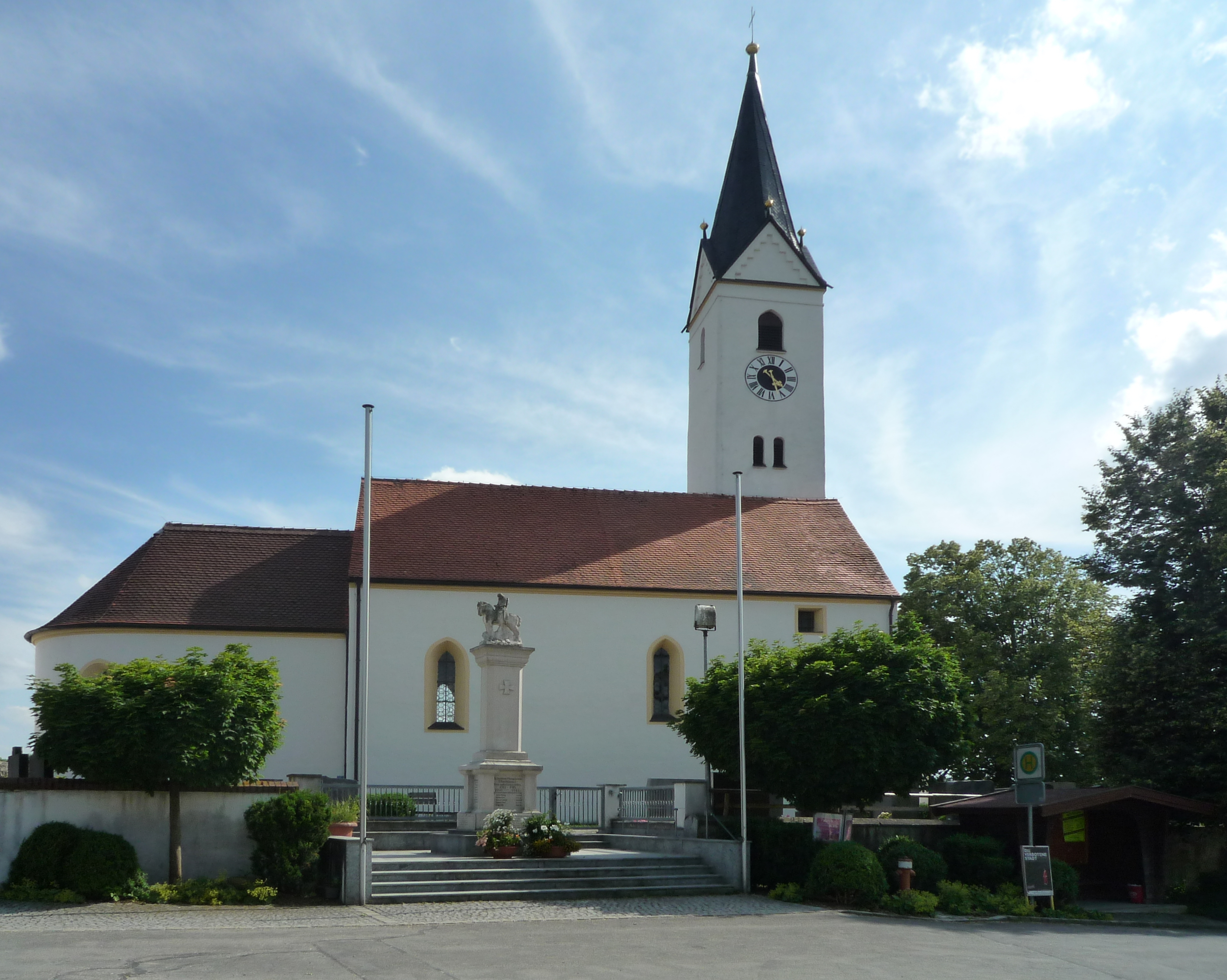
Kirche in Oberhummel

## Wirtschaft und Infrastruktur

### Verkehr
Der Ort liegt an der Staatsstraße 2350 (ehemalige Bundesstraße 11). Südlich der Gemeinde verläuft die A 92 Deggendorf – München. Die nächstgelegene Ausfahrt Erding liegt in Gaden, etwa sieben Straßenkilometer vom Ort entfernt.
Der an der Bahnstrecke München–Landshut gelegene Langenbacher Bahnhof wird von den Regionalbahnen Freising – Landshut unter der Woche tagsüber etwa einmal pro Stunde und am Wochenende sowie in den Abendstunden etwa alle zwei Stunden bedient. In Freising besteht Anschluss an die Regionalexpresszüge und S-Bahnen nach München. Teilweise sind die Regionalbahnen auch bis München Hauptbahnhof durchgebunden.
Der Bahnhof wurde 2009 mit neuen 210 m langen und 76 cm hohen Bahnsteigen ausgestattet, so dass ein barrierefreier Zugang zu den Zügen möglich ist. Der Bahnverkehr in Langenbach ist in den MVV integriert. Seit Dezember 2022 gibt es einen ÖPNV-Anschluss mit der MVV-Buslinie 688 Moosburg – Niederhummel – Oberhummel – Gewerbepark – Langenbach – Haag/Amper – Zolling.
Am Bahnhof Langenbach zweigt die Strecke der Hallertauer Lokalbahn nach Enzelhausen ab. Bis 1973 wurde diese Strecke von Personenzügen bedient. Heute ist nur noch ein etwa 5 km langes Teilstück von Langenbach zum Kraftwerk Zolling vorhanden. Diese Strecke dient der Belieferung des Kraftwerks mit Kohle.

### Öffentliche Einrichtungen
- Sportheim
- Jugendtreff Langenbach
- Gemeindebücherei Langenbach St. Nikolaus

### Bildung
- Grundschule

### Langenbacher Kurier
Alle paar Monate erstellt die Gemeinde Langenbach eine Zeitschrift namens Langenbacher Kurier, welche kostenlos auf der Website der Gemeinde und als Ausdruck für jeden Haushalt der Gemeinde herausgegeben wird.
Die erste Ausgabe ist im Juli 2003 und im Oktober 2024 die hundertste Ausgabe mit besonderem goldenen Einband erschienen